# Шкодерський пашалик
Шкодерський пашалик — напівнезалежне державне утворення в Османській імперії. Існував у 1757—1831. Утворився з частини еялету Румелія у період кризи 2-ї половини XVIII ст.

## Історія
У XVIII ст. феодальна боротьба серед албанців вступила в новий етап. Найбільш могутні з місцевих феодалів, поширивши свою владу на частину санджаків Румелійського еялету, стали демонструвати відкриту непокору султанському дивану. У 1757 році, скориставшись постійним протистоянням кланів владу в санджаку Шкодра захопив Мехмед-бей Бушаті. Його родина була однією з найзаможніших та родовитих феодальних родин Північної Албанії. Султан вимушений був визнати ці дії, надавши Мехмед-бею титул паші та призначивши його мустасарифом (губернатором) Шкодри.
Спираючись на горців і торгово-ремісничі верстви Шкодра, Мехмед-паша зумів приборкати свавільних феодалів і встановити на території санджаку відносну безпеку. Потім Мехмед-паша почав розширювати межі свого пашалика за рахунок Дукагінського і Ельбасанського санджаків. Цьому сприяло те, що основні сили відволікалися на війну з Російською імперією. Зростання могутності і самостійності шкодрінського володаря викликало занепокоєння султанського дивана. 1774 року Мехмед-паша загинув.
Незважаючи на перешкоджання султана справу батька продовжив Махмуд-паша, що встановив династичний принцип правління. Його прихід до влади збігся з політичною кризою в імперії, коли авторитет султана в еялетах сильно впав, і Порта лише в незначній мірі могла використовувати свої військові і фінансові ресурси. У 1777 році махмуд-паша відправив війська до Морейського еялету, де займалися грабунками південноалбанські беї. Втім невдовзі війська шкодринського паші також почали робити те саме. Зрештою 1779 році османські війська на чолі із капудан-пашею Гасаном вчинили різанину албанців, що викликало потужні заворушення серед усіх албанських феодалів.
Разом з початку 1780-х років розпочав походи проти Чорногорії, яку планувалося підкорити й приєднати до пашалика. 1785 року захоплено Цетинє, встановлено зверхність над південними чорногорськими кланами. Втім, невдовзі останні скинули владу пашалика. У 1785 році розпочато війну проти Бератського пашалика, у якого віднято місто Ельбасан. У 1787 році з боку султанських військ розпочато бойові дії проти Шкодерського пашалика. Того року біля Ускюпа (сучасне Скоп'є) було завдано поразки війська бейлербея Румелії. Проте перехід на бік урядових військ більшості албанських феодалів сприяв захопленню всього пашалика, окрім фортеці Розафат. Але за допомоги ремісників і селян вдалося у битві при Шкодрі завдати нищівної поразки урядовим військам та відновити пашалик. У 1789 році в умовах початку нової війни з австрією та Росією Шкодринський пашалик відновлено в колишньому статусі.
Втім, у 1792 році здійснена нова спроба султана ліквідувати напівнезалежну державу. Але у 1793 році війська румелійського паші зазнали поразки у битві при Розафаті. В результаті Шкодринський пашалик став фактично самостійним. У 1794 році остаточно приєднано до пашалика Ельбасанський та Охридський санджаки. У 1795 році захоплено Косово. Водночас було укладено союз із республіканською Францією. У 1796 році пашалик зазнав нищівної поразки від Чорногорії.
Внаслідок невдалої чорногорської кампанії Шкодерський пашалик став втрачати своє колишнє значення найважливішого політичного центру Албанії, незважаючи на дії нового володаря Ібрагім-паші. У 1820—1821 роках війська пашалика брали участь у війни проти Алі-паші Тепелєнського. За це до володінь шкодерського паші доєднано санджак Дебре. Слідом за цим війська пашалика брали участь у придушенні Грецької революції. У 1828 році після низки невдач шкодерські війська повернулися до рідного пашалика, що викликало невдоволення султана Махмуда II.
Після завершення російсько-турецької війни 1828—1829 років султан розпочав підготовку до знищення самостійного Шкодерського пашалика. У 1831 році розпочалася відкрита війна, в якій шкодерські війська та їхні союзники зазнали нищівної поразки й невдовзі пашалик було ліквідовано: розділено на санджаки, які приєднано до Монастирського еялету.

## Паші
- Мехмед-паша Бушанті (1757—1774)
- Мустафа Бушаті (1774—1778)
- Кара-Махмуд Бушаті (1778—1796)
- Ібрагім Бушаті (1796—1810)
- Мустафа Решид Бушаті (1810—1831)

## Населення
Значну частину становили албанці, існували громади арумунів, турків, босняків, сербів, циган. Більшість становили мусульмани, але також певний вплив мала католицька церква Албанії.